# Obadiah Short
Pour les articles homonymes, voir Short.

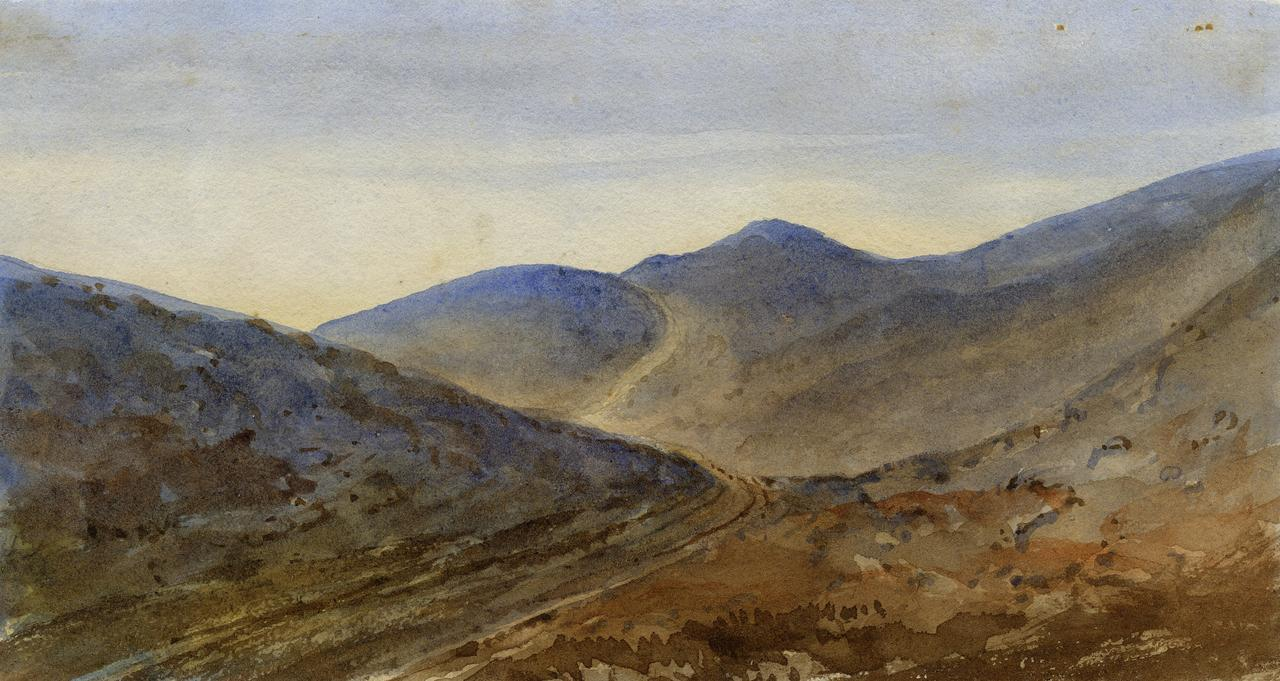
Mousehold Heath, aquarelle par Obadiah Short.

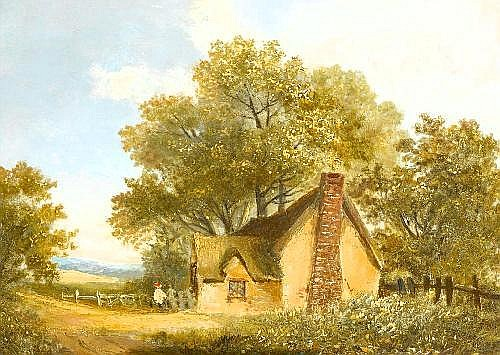
Obadiah Short, Un cottage dans le Norfolk, sans date, aquarelle.

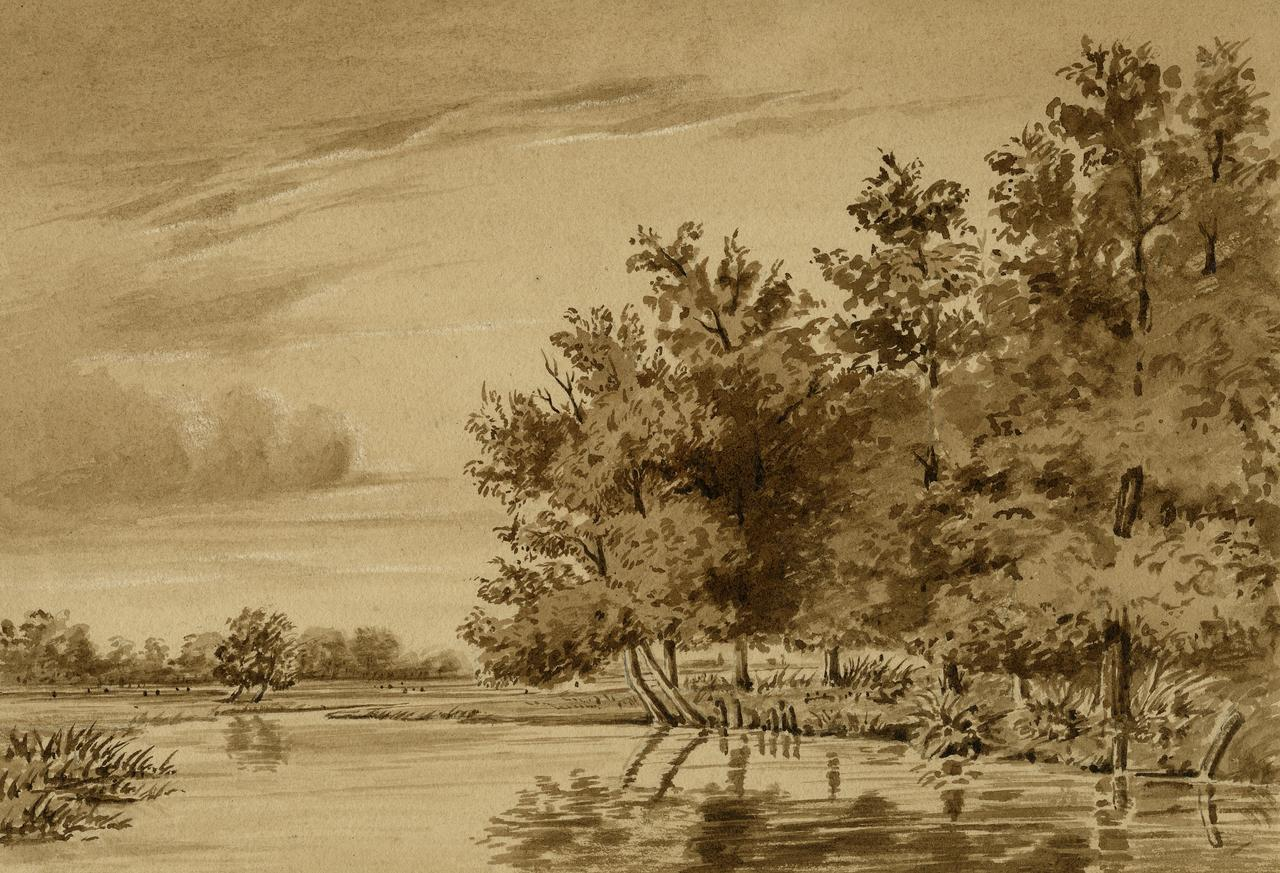
Scène de bord de rivière, sans date, aquarelle

Obadiah Short, né à Norwich le 26 juillet 1803 et mort dans la même ville le 15 juillet 1886, était un peintre, aquarelliste et illustrateur britannique, de l'époque Romantique, spécialisé dans le paysage. Il était associé à l'École de peinture de Norwich, l'un des premiers mouvements artistiques en Grande-Bretagne. Il est l'auteur d'un récit détaillé de ses mémoires d'enfance et réalisa de nombreuses vues précises de Norwich et de ses environs, qui ont donné des indications précieuses pour les historiens.
Né de parents pauvres, il devint orphelin pendant la guerre d’indépendance espagnole lorsque sa mère, qui suivait les armées britanniques, tomba malade et mourut à Lisbonne, et son père fut tué lors de la Bataille de la Corogne quelques semaines plus tard. Par conséquent, le jeune Obadiah fut élevé par ses grands-parents, et travailla à Norwich en tant qu’ouvrier textile avant d’apprendre le métier de tisserand. Il devint ensuite créateur de motifs textiles pour Edward Willet, Nephew & Co., qui fabriquait des châles. Il resta au service de l’entreprise pendant cinquante ans.
Après 1829 il commença à dessiner, fortement influencé par le travail de James Stark. En 1832 il marcha depuis Norwich jusqu’à la résidence du Comte de Leicester pour étudier sa collection d’œuvres. L’année suivante il se vit passer commande d’illustrations médicales pour l’ouvrage du chirurgien John Green Crosse consacré aux calculs urinaires.
Ses peintures, à l’huile ou à l’aquarelle, représentent pour la plupart des paysages du Norfolk, en général des campagnes boisées ou des scènes rurales.

## Jeunesse
Obadiah Short est né le 26 juillet 1803 dans une maison proche de Bethel Yard à Norwich et baptisé le jour suivant dans l'église Saint-Augustin de la ville. Il est le fils de Joseph Short (1772-1809), malteur et sacristain de la paroisse, et de son épouse Elizabeth Cubitt (1782-1808), tisserande. Il avait trois frères, deux morts en bas âge et un dernier, William, né en 1807.
Son père entra dans l'armée britannique en tant que soldat, pendant la campagne Napoléonienne de 1808-09 et fut envoyé combattre dans la Péninsule Ibérique. Sa mère le suivit en tant qu'aide de camp des armées. Les deux trouvèrent la mort à quelques semaines d'intervalles, elle à Lisbonne en 1808, et lui en janvier 1809 à la Bataille de la Corogne. Devenu orphelin, le jeune Obadiah fut élevé par ses grands-parents.
Obadiah commença à travailler comme tisserand vers l’âge de 13 ans. Il entre au service de la manufacture de Edward Willet, Nephew & Co., spécialisée dans la fabrication de châles en soie. Dès 1834 il devient concepteur de patrons pour le tissage. Bien que sa production ait dû être importante, aucun de ses dessins originaux ne semble subsister aujourd’hui. Néanmoins, des fragments de tissus dont la paternité du dessin lui est attribuée sont conservées au musée de Norwich.
Dans le recensement de 1841, Obadiah Short est cité comme exerçant la profession « d’artiste », montrant que ses activités englobaient déjà plus que le simple dessin textile.

## Carrière artistique
C’est vers 1829 qu’Obadiah Short découvrit la peinture à travers les œuvres de John Crome, ce qui l’incita à dessiner et à peindre. Il devint proche du peintre Edmund Sparshall, un collectionneur local, qui lui prêta des œuvres de James Stark afin qu’il puisse les copier dans le but d’apprendre l’art. Ainsi, Short fut largement influencé par ces deux peintres.
En 1832, le médecin de Crome, le chirurgien William Dalrymple s’intéressa au travail de Short et lui fournit une lettre d’introduction au Comte de Leicester. Short marcha alors environ 50 km et fut reçu à Holkam Hall, résidence du comte. Là il put résider plusieurs jours et étudier la collection d’œuvres d'art de l’aristocrate. A son retour, Dalrymple lui passa commande de plusieurs dessins de spécimens d’oiseaux destinés au musée du château de Norwich, ainsi que des planches médicales destinés aux étudiants de l’hôpital de la ville.
Le chirurgien de Norwich John Green Crosse publia, en 1833, une étude sur la « Formation, la constitution et l’extraction de calculs urinaires » (Formation, Constitution and Extraction of Urinary Calulus), pour laquelle il commanda à Short les dessins des planches, qui sont signées O. Short, del. sur chacune.
Outre ces travaux d’illustration, Short s’intéressa surtout au paysage, genre dans laquelle il se spécialisa pendant la majeure partie de sa carrière. Ayant appris en autodidacte, par la copie des maîtres anciens, notamment flamands et néerlandais, mais aussi par ses contemporains John Crome et James Stark, mais aussi Alfred Priest, avec qui il se lia d’amitié, et aussi l’aquarelliste londonien John Varley.
De son vivant il exposa ses œuvres à l’exposition annuelle de la Norwich Society of Artists, dans les années 1830 et 1840. Sa production est variée, incluant des huiles sur toile ou sur bois, des aquarelles et des dessins est assez importante – bien qu’il n’ait jamais exercé son art à plein temps. Le musée de Norwich possède actuellement dans ses collections 30 peintures d’Obadiah Short, ainsi que de nombreux carnets de croquis et de dessins. Oublié pendant un temps après sa mort, il revint à l’attention du public en 1927 lorsque trois huiles et une aquarelle furent exposées lors d’une rétrospective consacrée à l’école de peinture de Norwich.
Les paysages de Short s’apparentent au Romantisme britannique. Il représente systématiquement des vues réelles du Norfolk, généralement dans un environnement campagnard ou bucolique, souvent avec la présence d’un chemin, de marcheurs ou de bétail. L’historien de l’art Derek Clifford admire notamment ses tonalités « sombres et riches ». Le catalogue d’une exposition d’art de l’East Anglia, tenu en 1975, où une aquarelle de Short représentant l’abbaye de Saint-Benet était présentée, le commentateur note que « le sujet est si charmant que l’on est à risque de rater le traitement sensible que Short y donne » (the subject is so charming that one is in danger of missing Shot’s sensitive treatment of it).
Les peintures de Short ont été présentées en salles des ventes. En 2005, Landscape with Oak Trees (Paysage avec chênes) s’est vendu pour $2750, et A View of Cromer from the Northrepps Road (Vue de Cromer depuis la Northrepps Road) a été adjugé pour $1931 en 2007. D’autres œuvres ont été vendues pour des sommes plus modestes, notamment Whitlingham Lane, adjugé pour £300 en 2017.

## Mort
Obadiah Short est décédé paisiblement le 15 juillet 1886 à Heigham, à Norwich, à l’âge de 82 ans. Son obituaire, publié dans le Bury and Norwich Post quelques jours plus tard, le décrit comme un homme gentil, discret, peu exigeant et un chrétien dévot, dont l’art est digne d’admiration pour « son charmant choix de sujets ».

## Vie personnelle et famille
Marié avec Susanna Kyburt (décédée en 1871) en l’église Saint-Sauveur de Norwich en 1821, le couple eut huit enfants. Son second fils, prénommé Obadiah (né en 1835) devint plus tard son assistant et un concepteur de patrons textiles lui aussi. Sa seconde fille, Harriet (née en 1826) épousa le sculpteur et peintre Charles Lindsey Green.